# ニコラ・ピサーノ
ニコラ・ピサーノ（Nicola Pisano、1220年代頃 - 1280年代頃）は、イタリアの彫刻家。ニッコロ・ピサーノ（Niccolo Pisano）とも表記される。

## 生涯
生涯についてはほとんど不明とされるが、通説では1220年代にイタリア南部のプッリャ（アプリア）で誕生したとされる（トスカーナのピサ出身という説もある）。
早期から工房での見習いを通じて彫刻の修行をしていたと見られる。一説では神聖ローマ皇帝フリードリヒ2世の工房で修行したといわれる。またトスカーナやロンバルドの工房に弟子入りしたという説もある。1240年代後半にトスカーナのピサに移った。
ピサーノは数多くの説教壇を制作したことで知られた。ピサーノの名を高めたのは1260年頃（或いは1259年）にピサ洗礼堂の説教壇を発表したことから始まった。作風は古典主義的要素が特徴とされる。それ以降の代表作はペルジャー大噴水盤、シエナ大聖堂の説教壇がある。ピサーノ作品の造形的特徴は古代彫刻とゴシック彫刻の美の調和であった。
生涯の多くをピサで過ごして、1284年頃に同地で没した。息子は同じく彫刻家のジョヴァンニ・ピサーノであった。

## 作品

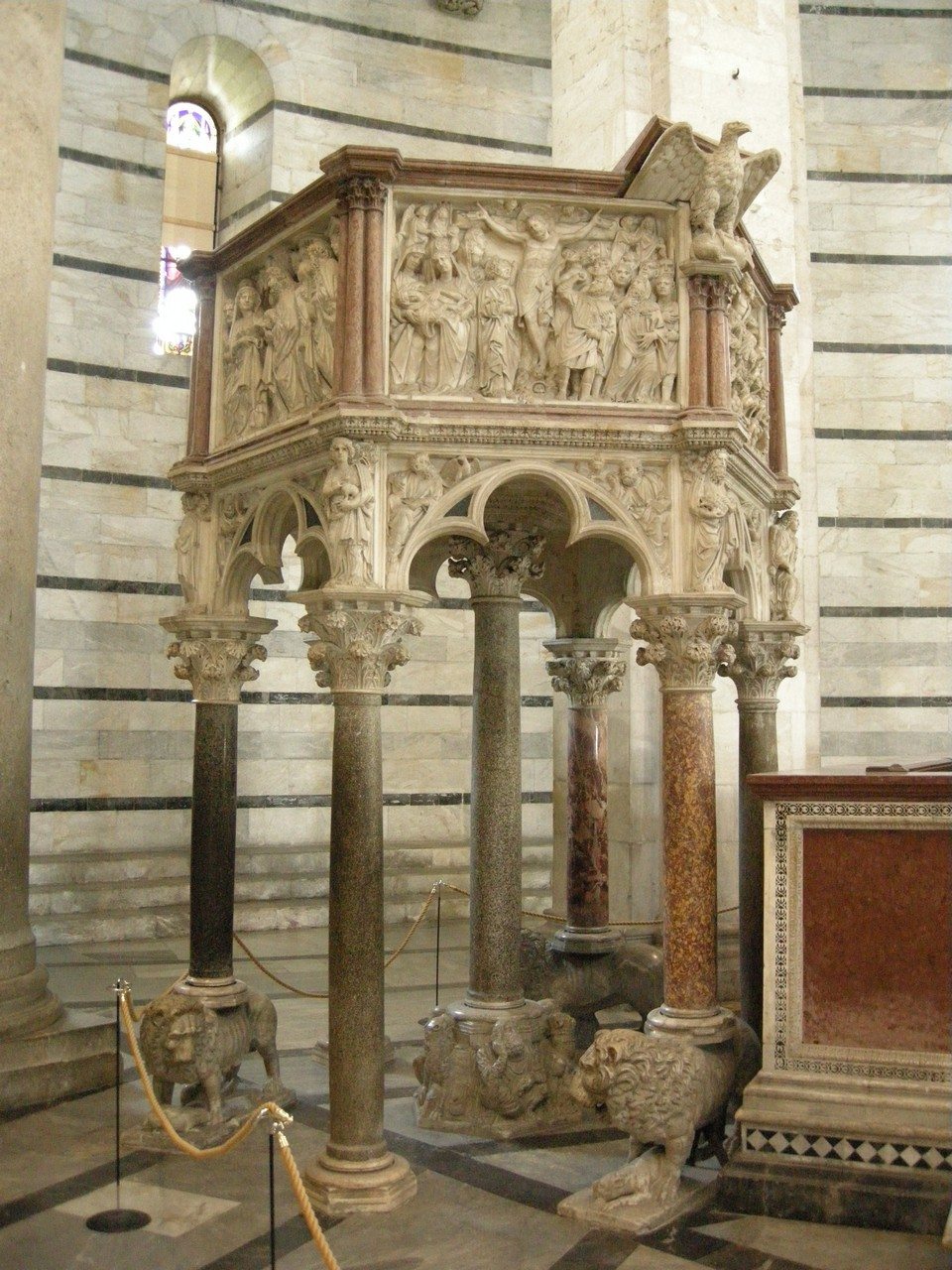
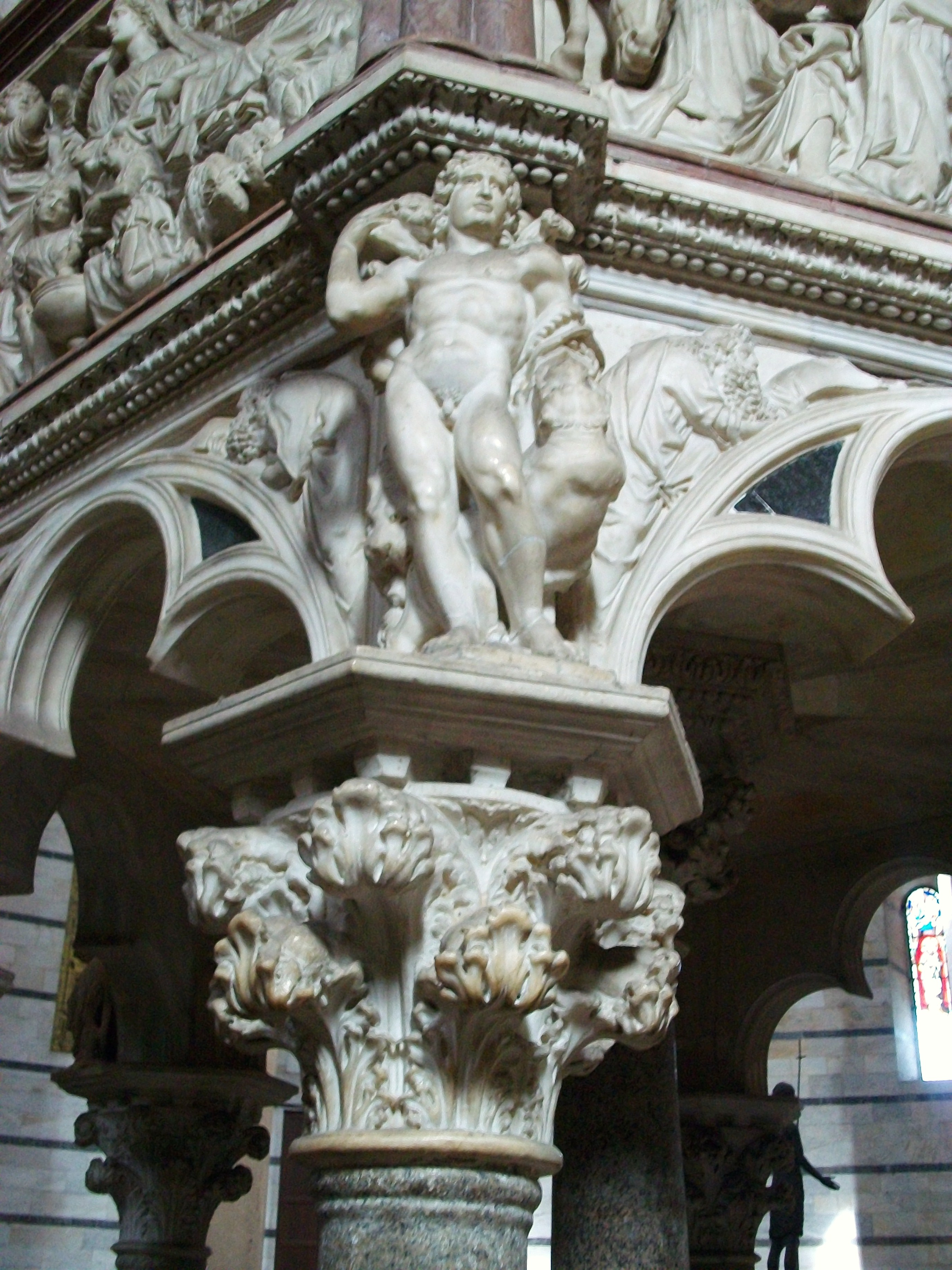
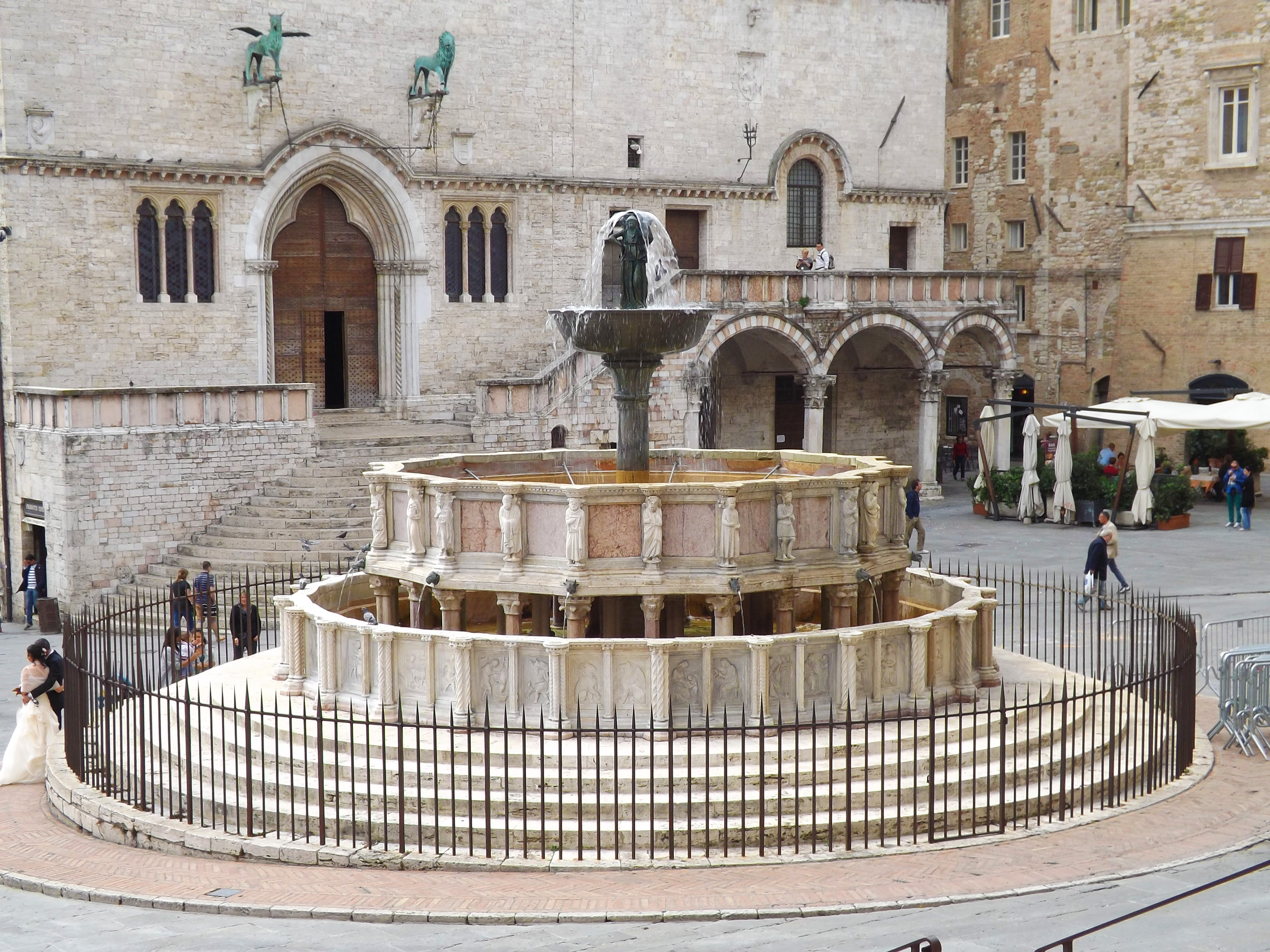
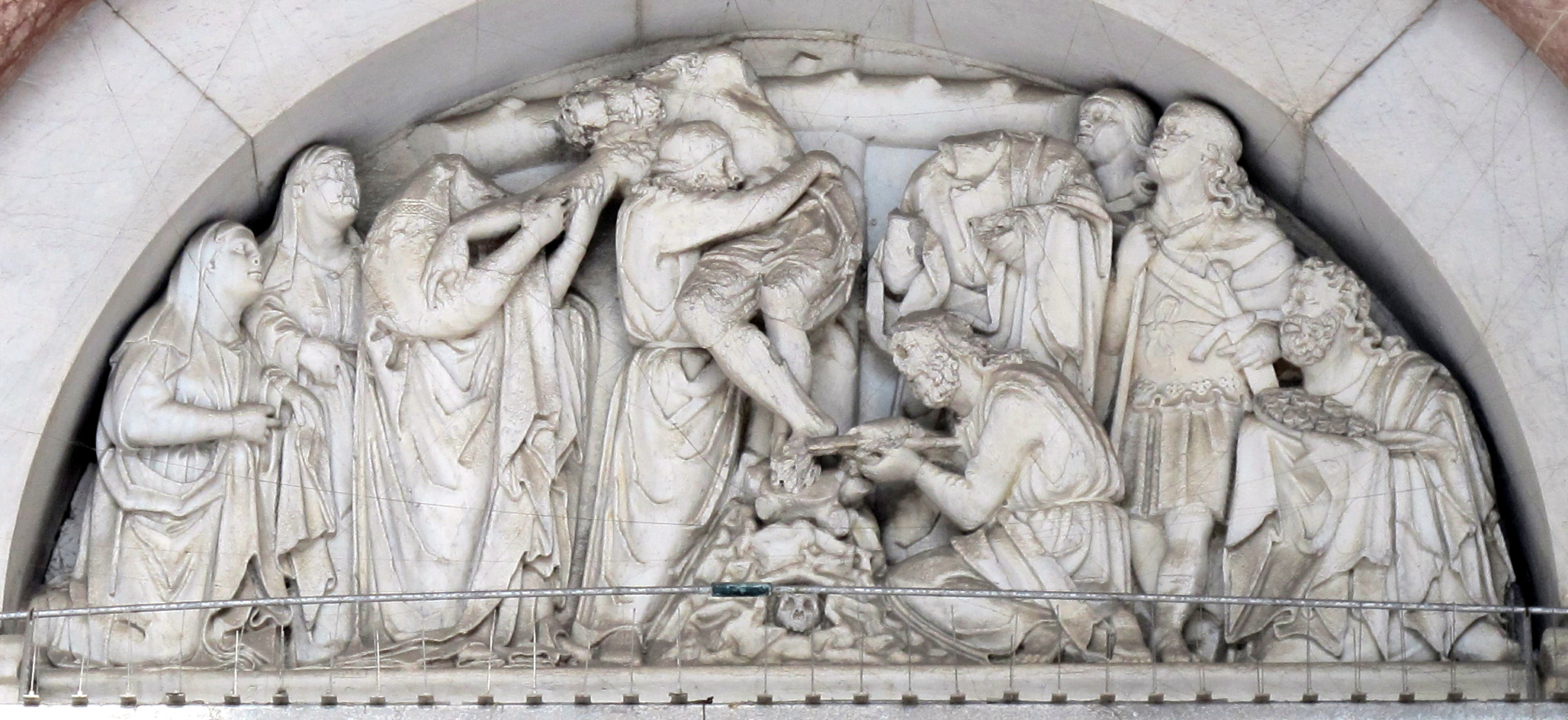
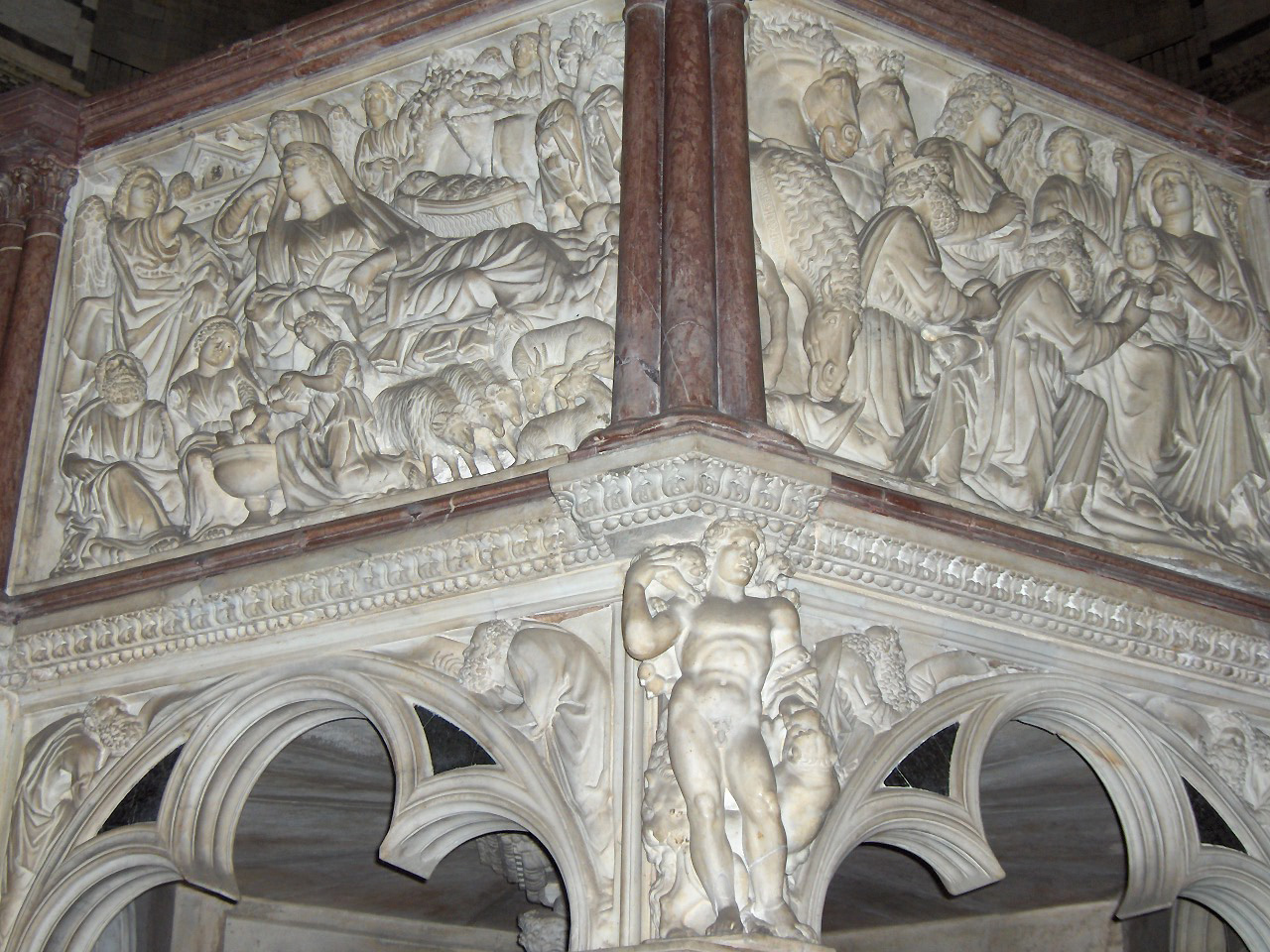